# Landes et tourbière du bois de la Biche
Landes et tourbière du bois de la Biche este o arie protejată (sit de importanță comunitară — SCI) din Franța întinsă pe o suprafață de 339 ha, integral pe uscat.

## Localizare
Centrul sitului Landes et tourbière du bois de la Biche este situat la coordonatele 47°51′31″N 3°29′10″E / 47.85861°N 3.48611°E.

## Înființare
Situl Landes et tourbière du bois de la Biche a fost declarat arie specială de conservare în baza directivei 92/43 din 1992 referitoare la conservarea habitatelor naturale și a faunei și florei sălbatice pentru a proteja un număr necunoscut de specii din flora spontană și fauna sălbatică aflate în arealul zonei.

## Biodiversitate
Situată în ecoregiunea continentală, aria protejată conține 12 habitate naturale: Pajiști uscate europene, Liziere de ierburi înalte hidrofile de câmpie și de nivel montan până la alpin, Păduri aluvionare cu Alnus glutinosa și Fraxinus excelsior (Alno-Padion, Alnion incanae, Salicion albae), Turbării active, Mlaștini oligotrofe degradate, capabile încă de regenerare naturală, Mlaștini împădurite, Ape stătătoare oligotrofe până la mezotrofe, cu vegetație de Littorelletea uniflorae și/sau de Isoëto-Nanojuncetea, Ape puternic oligomezotrofe cu vegetație bentonică cu Chara spp., Pajiști umede nord-atlantice cu Erica tetralix, Păduri acidofile de stejar bătrân cu Quercus robur pe câmpii nisipoase, Vegetație psamofilă uscată cu pășuni deschise de Corynephorus și Agrostis, Lacuri eutrofice naturale cu vegetație de tip Magnopotamion sau Hydrocharition.
La baza desemnării sitului se află un număr nedeclarat de specii protejate.
Pe lângă speciile protejate, pe teritoriul sitului au mai fost identificate 18 specii de plante, 35 de specii de păsări, 1 specie de amfibieni, 4 specii de mamifere, 4 specii de reptile.